# Sober (bài hát của Big Bang)
"Sober" (Tiếng Triều Tiên: 맨정신; Maenjeongshin) là đĩa đơn của ban nhạc Hàn Quốc Big Bang. Bài hát được phát hành dưới dạng kĩ thuật số vào ngày 1 tháng 7 năm 2015 bởi YG Entertainment với tư cách là đĩa đơn của album đĩa đơn D thuộc album phòng thu thứ ba MADE.

## Bối cảnh
Poster đầu tiên của bài hát được công bố vào ngày 27 tháng 6 năm 2015, với tên bài, người viết nhạc và lời. Phần lời mà G-Dragon hát ở cuối bài thực ra đã được trình bày trong Mnet Asian Music Awards 2013.

## Diễn biến thương mại và xếp hạng
"Sober" tiêu thụ 276.180 bản trong tuần đầu trên Gaon Chart Digital Chart, xếp đầu trên bảng xếp hạng Tải nhạc xuống của Gaon, thứ 7 trên bảng xếp hạng BGM và Streaming Chart với 3,957 triệu lượt nghe trực tuyến.
Bài hát xếp thứ ba trên bảng xếp hạng World Digital Songs của Billboard.

## Ý kiến phê bình
Bài hát nhận được nhiều ý kiến tích cực nhờ thay đổi về thể loại nhạc. Nói về chất rock và funk của nó, Billboard miêu tả bài hát đã "truyền tải sự can đảm và âm thanh rock giàu năng lượng", tương tự với bài hát của G-Dragon "Crooked". Fuse cho rằng bài hát với các đài phát thanh alternative hoặc tại Warped Tour, nơi nổi tiếng với âm nhạc rock sôi động. OSEN gọi "Sober" là "một bài hát mùa hè thú vị, rất hợp với không khí mùa hạ này".

## Video âm nhạc
Video của bài hát được đạo diễn bởi Han Sa Min. Billboard K-Town miêu tả Big Bang như đang "điên dại trong một thế đầy màu sắc".

## Xếp hạng
| Bảng xếp hạng (2015)                   | Vị trí cao nhất |
| -------------------------------------- | --------------- |
| Nhật Bản Hot 100 (Billboard)           | 24              |
| Hàn Quốc (Gaon Weekly Single Chart)    | 2               |
| Hàn Quốc (Gaon Weekly Mobile Chart)    | 6               |
| Hàn Quốc (Gaon Monthly Single Chart)   | 4               |
| Hàn Quốc (Gaon Monthly Mobile Chart)   | 12              |
| Hoa Kỳ (Billboard World Digital Songs) | 3               |

### Doanh số
| Bảng xếp hạng                  | Doanh số |
| ------------------------------ | -------- |
| Hàn Quốc (Gaon Download Chart) | 626.965  |

## Lịch sử phát hành
| Khu vực       | Ngày               | Định dạng            | Hãng đĩa         |
| ------------- | ------------------ | -------------------- | ---------------- |
| Hàn Quốc      | 1 tháng 7 năm 2015 | Tải nhạc kĩ thuật số | YG Entertainment |
| Toàn thế giới | 1 tháng 7 năm 2015 | Tải nhạc kĩ thuật số | YG Entertainment |
| Nhật Bản      | 8 tháng 7 năm 2015 | Tải nhạc kĩ thuật số | YG Entertainment |

## Việc bán hàng
| Quốc gia | bán hàng  |
| -------- | --------- |
| Hàn Quốc | 1.317.469 |

1. ↑  Cumulative sales for "Sober":